# Pamaroh
Pamaroh is een bestuurslaag in het regentschap Pamekasan van de provincie Oost-Java, Indonesië. Pamaroh telt 4993 inwoners (volkstelling 2010).